# مرا سه بار بکش
مرا سه بار بکش (انگلیسی: Kill Me Three Times) فیلمی سینمایی در سبک کمدی سیاه و مهیج است که در سال ۲۰۱۴ منتشر شد.

## موضوع فیلم
داستان فیلم دربارهٔ یک خلافکار حرفه‌ای به نام چارلی وُلف است که گرفتار سه ماجرای جنایی متفاوت می‌شود.